# Евангелие детства от Фомы

Иисус создает птицу из глины

Евангелие детства от Фомы — апокрифический текст, содержащий истории о совершённых Иисусом Христом в детстве чудесах. Некоторые эпизоды Евангелия детства послужили темой для средневекового искусства.

## Происхождение
Авторство книги приписывалось апостолу Фоме, ученику Иисуса, потому что в первых строках присутствует «Я, Фома Израильтянин». Но по мнению учёных, апостол Фома вряд ли является создателем книги, поскольку автор книги показывает очевидное незнакомство с деталями быта евреев, за исключением того, что можно было узнать из Евангелия от Луки, на котором, как считается исследователями, Евангелие Детства от Фомы и основано.
Книга сохранилась в различных вариантах. Исследователи обычно выделяют греческие варианты A, B и латинские варианты.

## Содержание

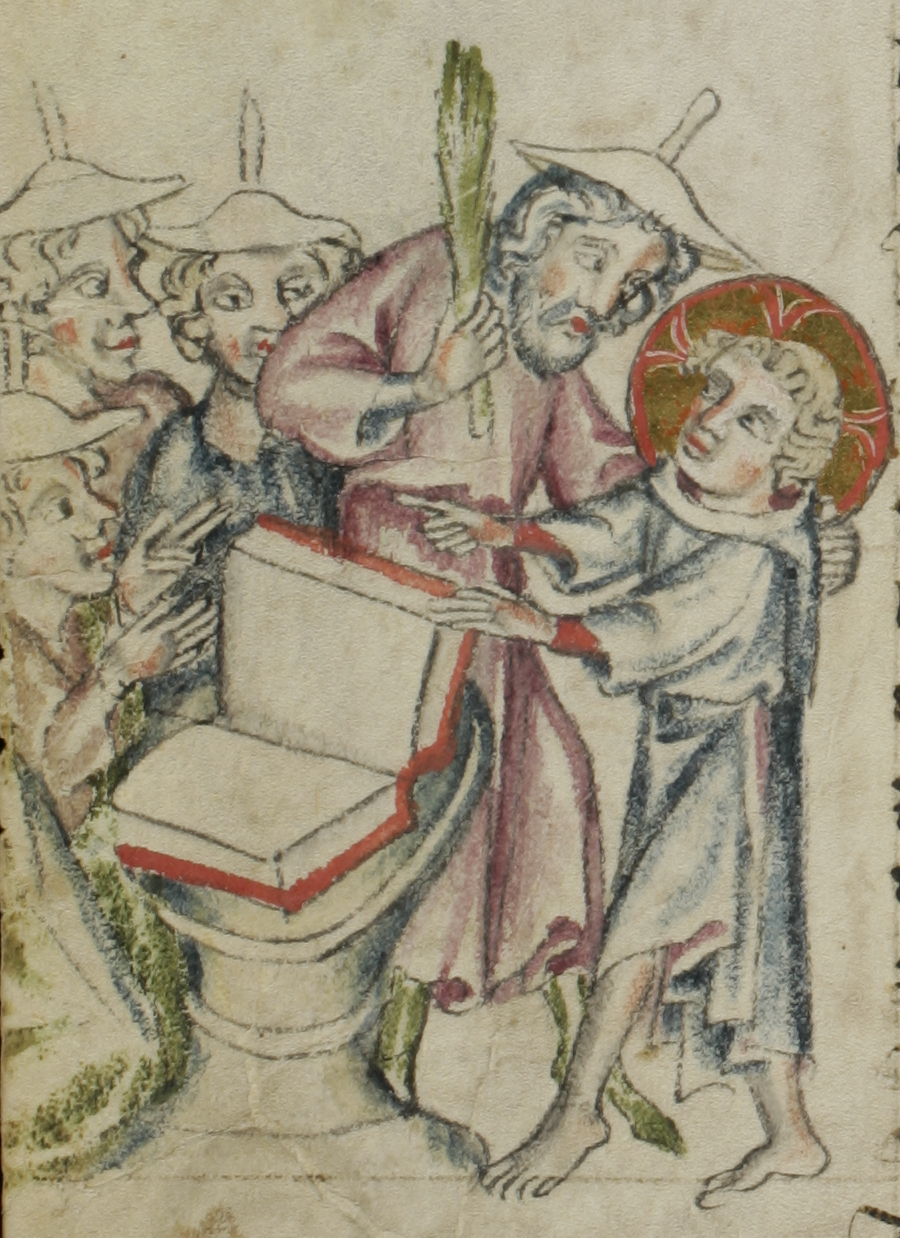
Иисус спорит с учителем

Текст описывает жизнь ребёнка Иисуса, вместе с фантастическими сверхъестественными явлениями, иногда и недобрыми. Повествование имеет большое сходство с повествованиями о богах-детях из древнегреческих мифов.
В одном из эпизодов Иисус делает глиняных птиц, которых он затем оживляет. В другом эпизоде один мальчик разбрызгивает собранную Иисусом воду, за что Иисус проклинает его, из-за чего мальчик увядает до превращения в труп. Так описано в греческом тексте A и в латинских вариантах. В греческом тексте B не упоминается, что Иисус проклял мальчика, просто говорится, что мальчик «пошёл, и вскоре упал и испустил дух».
Другой мальчик умер, когда Иисус проклял его после того, как тот толкнул его. В греческом тексте B этот случай описан по-другому: в нём говорится, что мальчик умер после того, как бросил в Иисуса камень.
Далее описывается приход родителей умершего мальчика к Иосифу с жалобой на Иисуса, после чего жаловавшиеся неожиданно ослепли. После чего некий учитель Закхей попросил Иосифа и Марию позволить ему учить Иисуса грамоте. Учитель пытается учить Иисуса, но Иисус начинает учить учителя сам и приводит того в замешательство своими познаниями, учитель видит в ребёнке сверхъестественное происхождение. После этого Иисус перестал совершать жестокие поступки. Он воскресил мальчика, игравшего с ним на крыше и упавшего с неё, и затем исцелил смертельно раненного юношу, ударившего себе ногу топором при колке дров.
После ещё нескольких проявлений сверхъестественных способностей другие учителя опять пытаются учить Иисуса, но он продолжает учить их сам. Затем следует ещё ряд чудес, например, исцеление Иисусом его брата, которого ужалила змея. Текст заканчивается эпизодом, который также описан и в Евангелии от Луки, — поучением 12-летним Иисусом мудрецов в храме.